# Асуан (мухафаза)
Асуа́н (араб. محافظة أسوان‎, Асван) — мухафаза в Арабской Республике Египет. Административный центр — город Асуан. Расположена на юге страны, в долине Нила. Находится к западу от мухафазы Красное Море, к востоку от мухафазы Вади-эль-Гедид. На севере граничит с мухафазой Кена, на юге — с Суданом.

## Население
Население мухафазы составляет 1 184 432 человек (2006). Помимо арабов Египта, здесь проживают различные этнические группы нубийцев, а также значительная доля бедуинов, ведущих кочевой образ жизни (бени-хиляль, джаафра, абабда, ансар, аликат, мунакара и др.).

## Административное деление
Мухафаза состоит из 5 административных центров (районов):
- Идфу
- Ком-Омбо
- Дарау
- Асуан
- Нубийский район

Другие города:
- Абу-Симбиль
- Калабша
- Эр-Ридисия
- Басылия
- Эс-Сибаия

## Экономика
В Асуане находится Асуанская плотина, снабжающая электроэнергией не только весь Египет, но и соседние страны. Солнечная электростанция СФЭС Бенбан в Бенбане в 2019 году достигнет мощности 1,6 ГВт.

## Достопримечательности
Мухафаза славится своими историческими памятниками времён фараонов (Абу-Симбел, Филы, Элефантина, Нехен, храмы Ком-Омбо, Эсны),

## Известные жители, уроженцы
- Аббас Эль-Аккад — писатель, философ
- Мухаммед Мунир — певец